# Villers-Bocage (Calvados)
Villers-Bocage è un comune francese di 3 044 abitanti situato nel dipartimento del Calvados nella regione della Normandia.

## Storia
Nel 1944 fu teatro di una battaglia tra i britannici ed i tedeschi.

## Società

### Evoluzione demografica
Abitanti censiti